# Fuentes de Cuéllar
Fuentes de Cuéllar es una localidad del municipio de Cuéllar, al norte de la provincia de Segovia, en la comunidad autónoma de Castilla y León (España). Fue un municipio independiente hasta 1971, cuando se anejo a Cuéllar.
Contaba con una población de 40 habitantes, en 2023, según datos del INE.

## Geografía

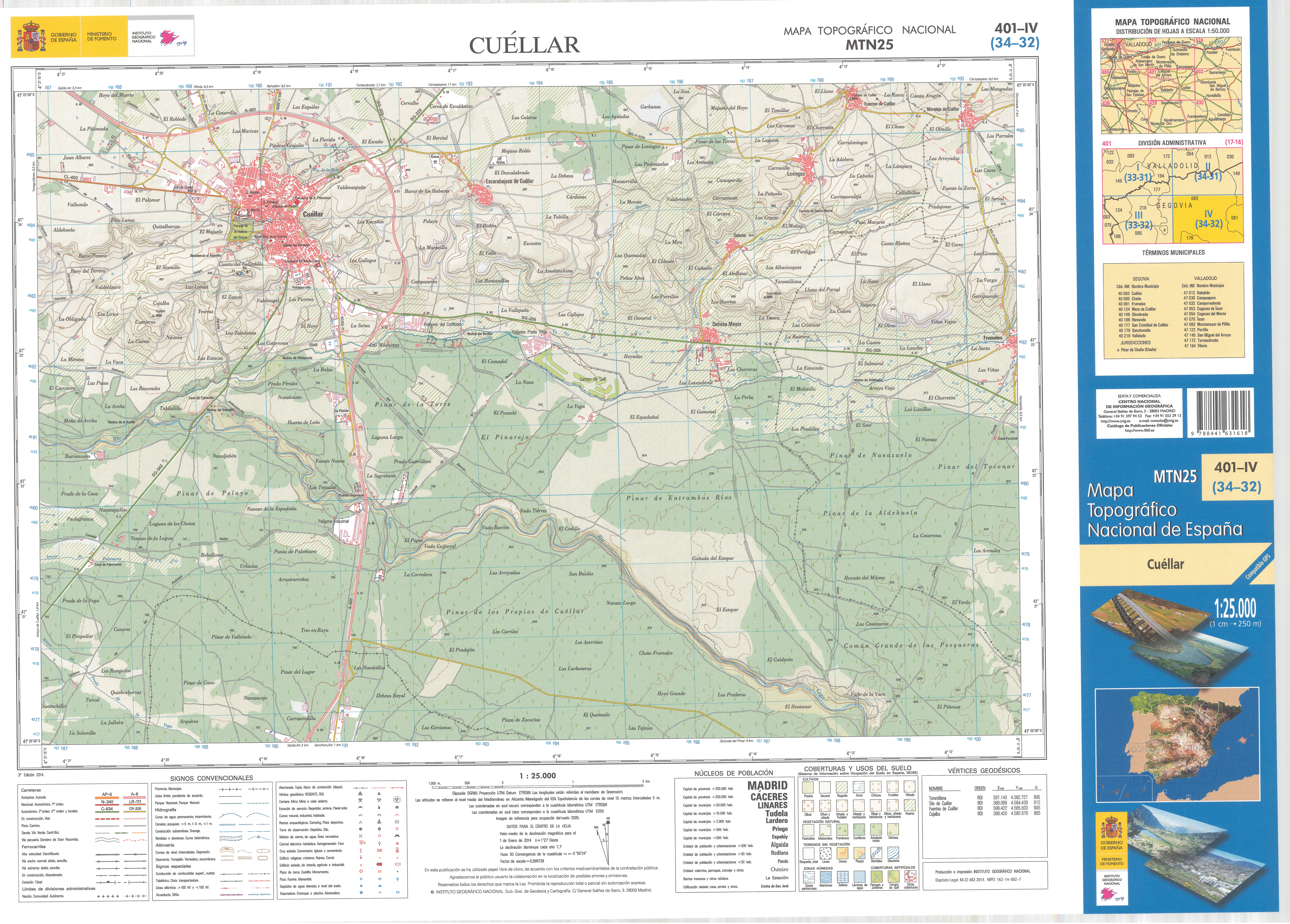
Fragmento de la hoja 401 del Mapa Topográfico Nacional de España de 2014 en el que se representa parte de Fuentes Cuéllar

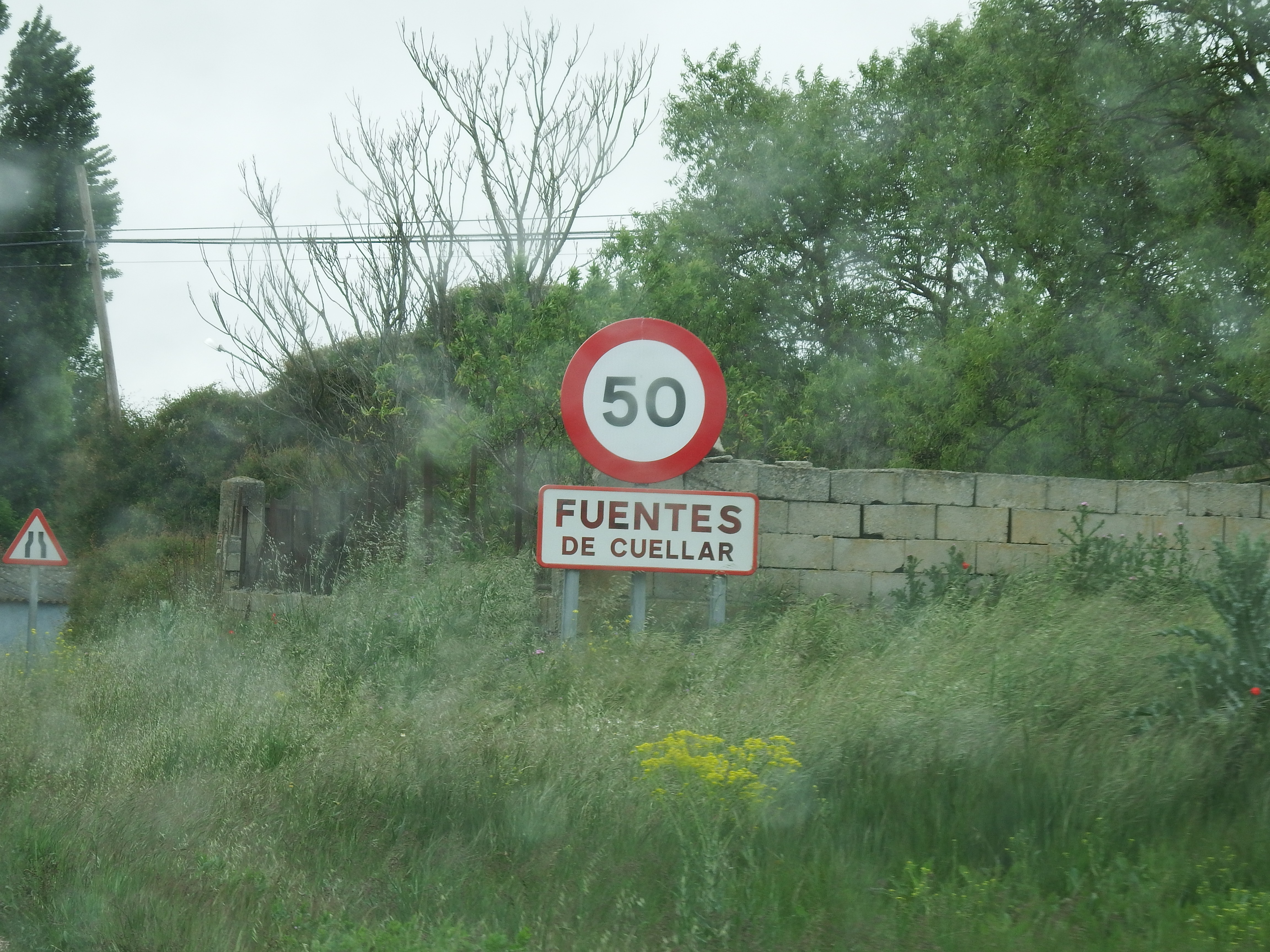
Nombre del municipio en la señal que indica la entrada a la zona urbanizada

La localidad se encuentra ubicada a 905 m s. n. m. en un suave cerro al oeste de Cuéllar, del que le separan 7,8 km, quedando en el límite con la provincia de Valladolid a 51 km de Segovia.
El pueblo es atravesada por la carretera SG-V-2231 conexión con la SG-223 en Cuéllar junto a la Autovía de Pinares y con Fuentesaúco de Fuentidueña, de esta carretera también parte desde la localidad la  SG-V-2233 con fin en la SG-205 en Dehesa Mayor.
En las proximidades del término municipal discurre el río Cerquilla, que confluye en el río Cega  a su llegada a Cuéllar.
| Noroeste: Lovingos | Norte: Campaspero | Noreste: Moraleja de Cuéllar |
| Oeste: Lovingos    |                   | Este: Moraleja de Cuéllar    |
| Suroeste: Lovingos | Sur: Frumales     | Sureste: Moraleja de Cuéllar |

## Historia
Fue fundado o repoblado durante la Reconquista a expensas de la Comunidad de Villa y Tierra de Cuéllar, quedando encuadrado desde entonces dentro de su Sexmo de Hontalbilla al que pertenece desde entonces.
Hasta el siglo XIX se llamaba simplemente Las Fuentes, en referencia a a la existencia de buenos manantiales en su término municipal.
Fue un municipio independiente hasta el año 1971, cuando fue anejada como pedanía al municipio de Cuéllar y en la actualidad, lleva largos años resistiéndose a su desaparición.

## Geografía humana

### Demografía
| Gráfica de evolución demográfica de Fuentes de Cuéllar entre 1842 y 1970 |
| |
| Población de derecho según los censos de población del INE Población de hecho según los censos de población del INEEn este censo se denominaba Fuentes: 1842 Entre el censo de 1981 y el anterior, este municipio desaparece porque se integra en el municipio 40063 (Cuéllar) |

| 67            | 65 | 58 | 56 | 55 | 48 | 43 | 42 | 40 | 36 | 34 | 37 |
| (Fuente: INE) |    |    |    |    |    |    |    |    |    |    |    |

## Cultura

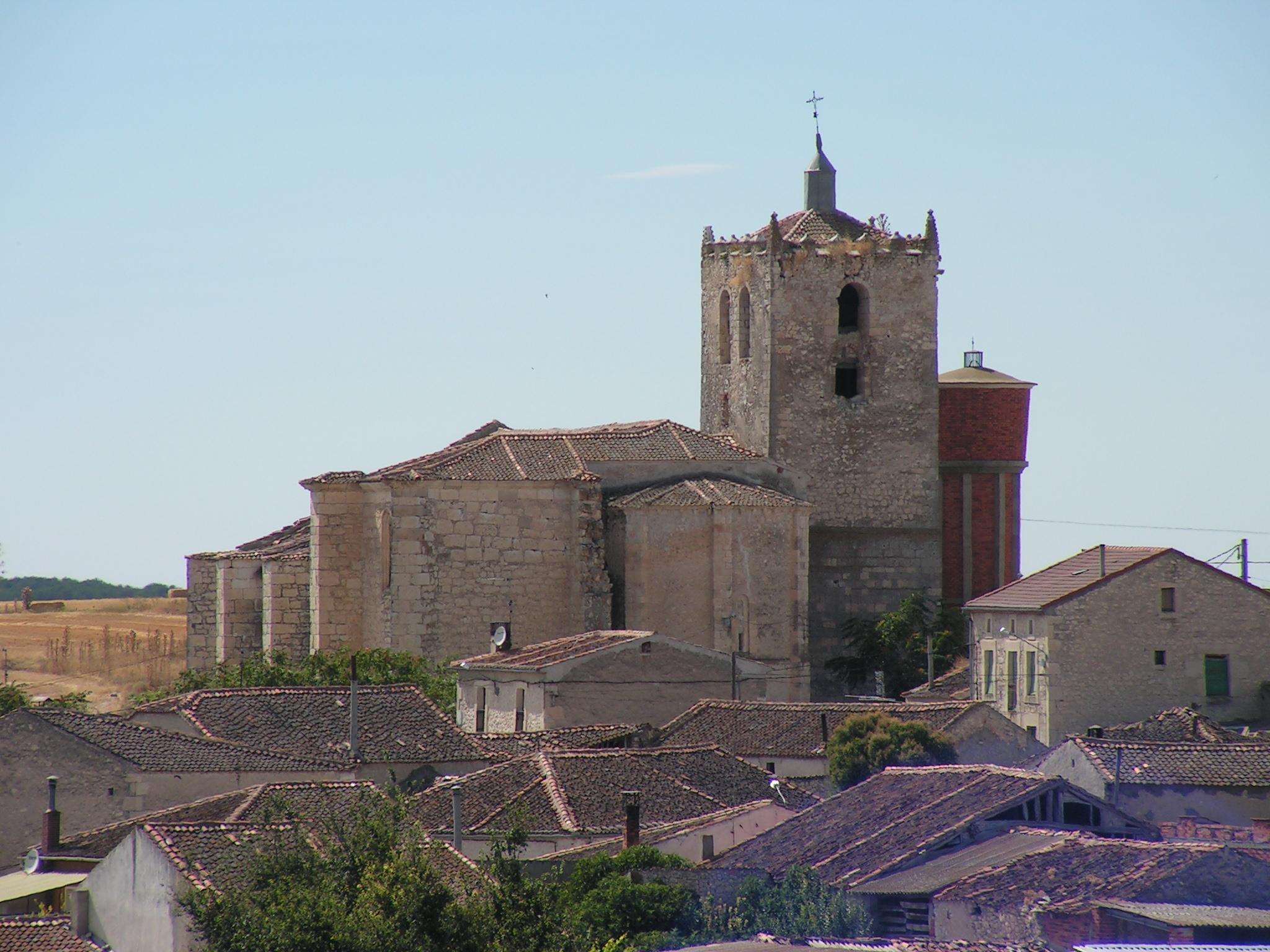
Iglesia de San Juan Bautista

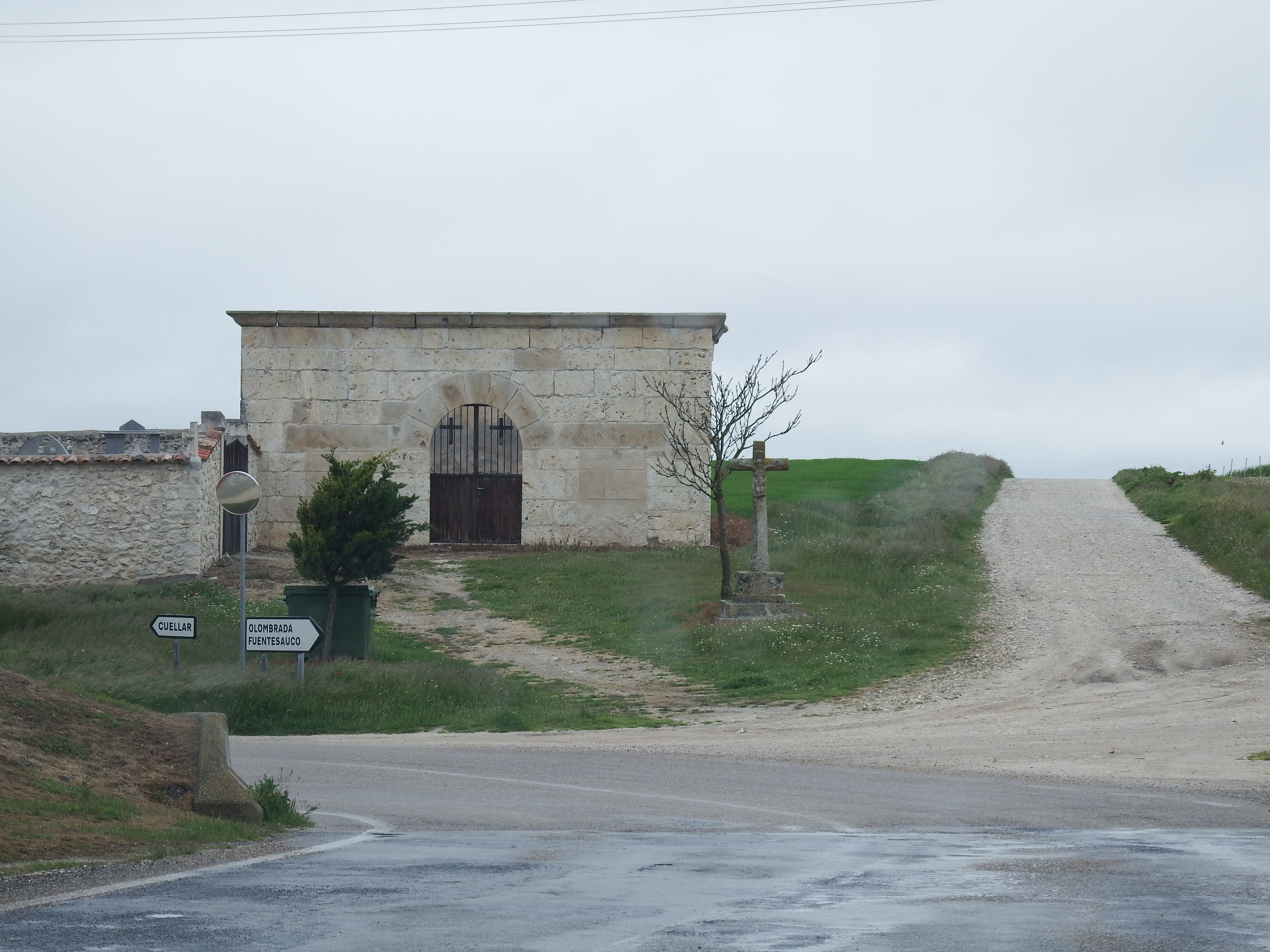
Ermita del Humilladero y cruz de piedra

### Patrimonio
- Iglesia de san Juan Bautista Degollado, situada en un promontorio, es de origen románico en el segundo cuarto del siglo XIII, conserva de este estilo su cabecera semicircular con ventana abocinada y tres contrafuertes. Posteriormente se incorporaría una torre gótica que remata en almenas. El resto del edificio es renacentista, estilo del que destaca la portada. En 1997 se cerró al culto por su mal estado y tras promesas de rehabilitación de la Junta de Castilla y León todavía incumplidas, que se negó a declararla Bien de interés cultural en 2008, en el año 2012 se desplomó la cubierta. En 2018 hubo una recogida de firmas pidiendo su arreglo y en 2019 fue incluida en la lista roja de patrimonio en peligro, de Hispania Nostra por su estado de abandono institucional y el robo de uno de sus retablos por falta de techumbre.[5][9][10][11][12]

- Ermita del Humilladero, situada a las afueras de la población junto al cementerio, cuenta con una cruz de piedra a su entrada.
- Fuentes de los Caños, la de las Pozas, Hontanar, Trián y Santa Coloma.
- Antiguos lavaderos.
- Bodegas típicas, situadas por todo el pueblo.[13][4][14][15][16]

### Fiestas
- Fiesta del Mayo, durante el mes de mayo, en la que los quintos colocan un pino recto de grandes dimensiones en el centro de la plaza.
- San Juan Bautista, el 24 de junio.
- San Juan Degollado, el penúltimo fin de semana de agosto (fin de semana anterior a las fiestas de Cuéllar).[13][4][14][17]